# استیو دی‌استانیسلاو
استیو دی‌استانیسلاو (انگلیسی: Steve DiStanislao؛ زادهٔ ۱۸ نوامبر ۱۹۶۳) نوازندهٔ درام، موسیقی‌دان، تهیه‌کننده موسیقی، خواننده، کارآفرین اهل ایالات متحده آمریکا است. وی از سال ۱۹۸۰ میلادی تاکنون مشغول فعالیت بوده است. با آنکه او با هنرمندان بزرگی همچون دیوید کرازبی همکاری داشته است، اما شهرت بین‌المللی‌اش از زمانی آغاز شد که با دیوید گیلمور همکاری کرد. وی به‌عنوان طبل‌زن و نوازندهٔ درام در صدای آن قفل را در بیاور، زنده در پمپئی و زنده در گدانسک حضور داشت.